# Mariama Hima
Mariama Hima Yankori (1951, Niamey) là một đạo diễn phim, nhà dân tộc học và chính trị gia người Niger. Cô trở thành nữ đạo diễn phim Niger đầu tiên vào những năm 1980, là Bộ trưởng Xúc tiến Phụ nữ và Bảo vệ Trẻ em, và sau đó là nữ đại sứ Niger đầu tiên tại Pháp.

## Tuổi trẻ
Hima sinh ra ở Niamey năm 1951 và học tại địa phương cho đến khi cô đạt được bằng cử nhân. Năm 1973, cô đến Pháp học ngành dân tộc học tại École pratique des hautes études ở Paris. Cô lấy bằng tiến sĩ năm 1989 từ Đại học Paris X về nhân chủng học.

## Công việc

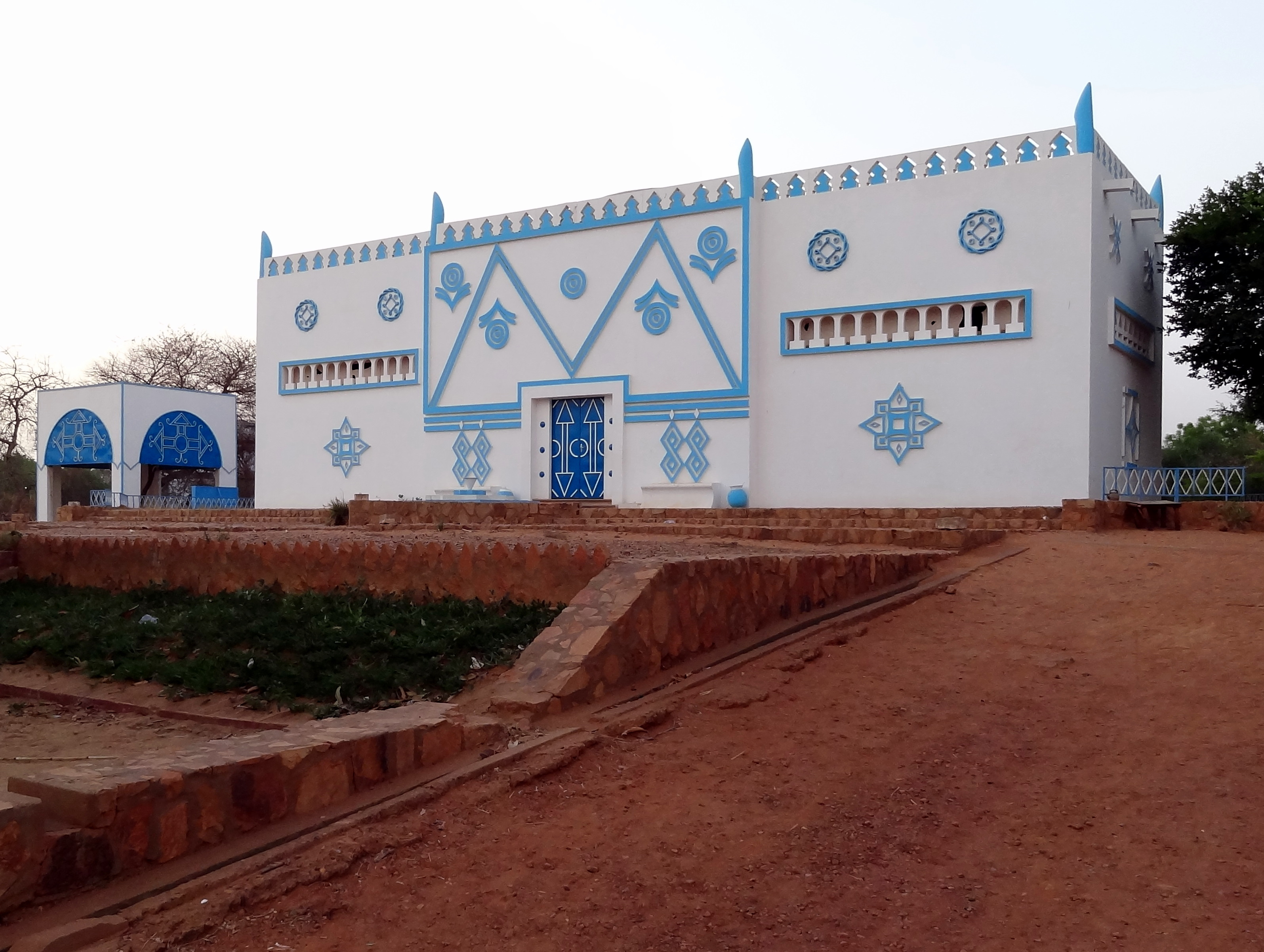
Bảo tàng Quốc gia Niger ở Niamey 1992-1996.

Trong những năm 1980 và 1990, cô đã quay năm bộ phim tài liệu, trở thành nữ đạo diễn phim người Niger đầu tiên.
Sau khi quay hầu hết các bộ phim của mình, Hima đã làm việc tổng cộng hơn một thập kỷ với tư cách là người bảo quản tại Bảo tàng Quốc gia Niger ở Niamey, giữa năm 1992 và 1996, cô là giám đốc.
Năm 1990, bà được bổ nhiệm làm Giám đốc Văn hóa quốc gia..
Năm 1996, Hima được chủ tịch Ibrahim Baré Maïnassara bổ nhiệm làm Bộ trưởng Xúc tiến Phụ nữ và Bảo vệ Trẻ em. Sau đó, cô trở thành Bộ trưởng Bộ Phát triển Xã hội của Niger.
Năm 1997, cô được bổ nhiệm làm đại sứ của Nigeria tại Pháp, trở thành nữ đại sứ Niger đầu tiên. Bất chấp cái chết của Maïnassara trong cuộc đảo chính quân sự năm 1999, cô vẫn là đại sứ ở Paris cho đến năm 2003.

## Danh sách phim
Phim của Hima là phim tài liệu, tập trung vào các nghệ nhân làm việc tại Niamey. Chúng đã được trao giải thưởng tại các liên hoan phim quốc tế, bao gồm Venice và Beaubourg.
- 1984: Baabu Banza (Rien ne se jette), phim tài liệu, 20 phút[1]
- 1985: Falaw (L’aluminium), phim tài liệu, 16 phút[1]
- 1986: Toukou (Le tonneau), phim tài liệu[4]
- 1987: Katako (Les planches), phim tài liệu[1]
- 1994: Hadiza et Kalia,[8] phim tài liệu[4]